# A vad gyerek
A vad gyerek (eredeti cím franciául: L'enfant sauvage) 1970-ben bemutatott fekete-fehér francia film. François Truffaut rendhagyó témájú alkotása megtörtént eseményt dolgoz fel és Jean Itard doktor 1806-ban megjelent, egy vad gyerek neveléséről szóló feljegyzésein alapul.

## Ismertetése
1798-ban vagyunk. Egy elvadult kisfiút találnak az erdőben. Itard doktor – szerepét maga a rendező, Truffaut játssza – magához veszi, hogy civilizált embert neveljen belőle. Ennek a folyamatnak a kezdeteit: az első értelem- és érzelemnyilvánításokat, a "vademberből morális emberré" alakulást mutatja be a film, és mielőtt a gyerek az első szavát kimondaná, a film véget is ér.
Itard doktor nem leereszkedő szeretettel, hanem higgadt szaktudással közeledik a gyerekhez. Állandóan újabb feladatokat szab, a tiltások és engedések, a jutalmazások és büntetések – kissé talán kegyetlen és mechanikus – rendszerét alakítja ki. Truffaut, a filmrendező nagyon hitelesen, érzelgősségtől mentesen ábrázolja a folyamatot, a gyerekben tomboló indulatokkal, ellenállásával és megfelelni akarásával együtt.
Egyszerűségükben is emlékezetesek azok a képsorok, ahol a vadság állapotából kibontakozik az emberi, és fordítva: ahol a felvett viselkedés, a tanulás kötöttségei alól előbújik, jogait követeli a "természeti ember". Ahogyan lemossák a gyerek arcát, levágják haját, körmeit, a cipőben járni tanítják, ahogyan szemében összegyűlnek az első könnyek és arcán megjelenik az első nevetés; állandó visszavágyása, ritmusos hajlongása a záporban vagy az éjszakai telihold fényében, ami szinte sajátos "tánccá" válik; ahogy a pohár vízzel mindig a nyitott ablakhoz vonul és csak ott issza meg; szökése a mezőn át a fekete falként húzódó erdőbe, (amely az elején még napfénnyel volt teli) – mindez Truffaut első, világhírét megalapozó filmjeinek korszakát idézi. A film végén az erdőbe szökött fiú visszatér, vagyis hazatalált, nevelése folytatódhat, és a rendező avval a reménnyel bocsátja útjára hősét, hogy idővel teljes értékű ember válik belőle.
Van azonban egy pont a filmben, amikor a nevelési történet egy pillanatra visszájára fordul. Az esőben térdeplő, ringatózó gyereket Itard-Truffaut az ablakból figyeli. Zárt sötét ruhájában, mozdulatlan arca mögött mintha valami irigység-féle támadna fel a doktorban – és a film készítőjében, – mert valami fontosat elveszített, aminek pedig ez a kisfiú a birtokában van. Mintha az egykori vad, fegyelmezetlen gyerek-Truffaut állna itt szemben saját felnőtt önmagával. Talán evvel is magyarázható, hogy filmjét a rendező Jean-Pierre Léaud-nak ajánlotta, aki korábbi filmjeiben magát a rendezőt személyesítette meg.
A film 1970-ben elnyerte a Francia Filmkritikusok Szövetségének Méliès-díját.

## Szereplők
- Jean-Pierre Cargol: Victor
- François Truffaut: Jean Itard doktor
- Françoise Seignier: Mme Guérin
- Jean Dasté: Professeur Philippe Pinel
- Annie Miller: Mme Lemeri
- Claude Miller: M. Lemeri
- Paul Villé: Remy